# Більманка
Більма́нка — село в Україні, у Кам'янській селищній громаді Пологівського району Запорізької області. Населення становить 455 осіб.

## Географія
Село Більманка розташоване на лівому березі річки Берда, вище за течією на відстані 2,5 км розташоване село Бережне, нижче за течією на відстані 2,5 км і на протилежному березі розташоване село Ланцеве. Селом протікає річка Більманка, ліва притока Берди.

## Історія
Село Більманка засноване у 1807 році селянами-втікачами від панської сваволі з Смоленської, Тамбовської, Курської та інших губерній. Пізніше населення поповнилося поляками, особливо після революційного повстання в Польщі у 1830—1831 роках.
7 (20) листопада 1917 року, відповідно до Третього Універсалу Української Центральної Ради, увійшло до складу Української Народної Республіки.
Під час організованого радянською владою Голодомору 1932—1933 років померло щонайменше 123 жителі села.
10 серпня 2018 року, під час децентралізації, Більманська сільська рада об'єднана з Більмацькою селищною громадою.
12 червня 2020 року, відповідно до розпорядження Кабінету Міністрів України № 713-р «Про визначення адміністративних центрів та затвердження територій територіальних громад Запорізької області», увійшло до складу Більмацької селищної громади.
19 липня 2020 року, в результаті адміністративно-територіальної реформи та ліквідації  Більмацького району увійшло до складу Пологівського району.
24 лютого 2022 року почалася російська окупація села.

## Економіка
- Більманське хлібоприймальне підприємство, ВАТ.

## Об'єкти соціальної сфери
- Школа.
- Дитячий дошкільний навчальний заклад.
- Будинок культури.
- Амбулаторія сімейної медицини.
- Музей історії села.

## Видатні уродженці
- Кисунько Григорій Васильович (1918–1998) — фізик, спеціаліст у галузі радіоелектроніки, генерал-лейтенант, автор теорії радіохвилеводів і творець першої у світі[ru] протиракетної системи оборони.